# Horama castrensis
Horama castrensis är en fjärilsart som beskrevs av Jones 1908. Horama castrensis ingår i släktet Horama och familjen björnspinnare. Inga underarter finns listade i Catalogue of Life.